# Urothoe denticulata
Urothoe denticulata är en kräftdjursart som beskrevs av Gurjanova 1951. Urothoe denticulata ingår i släktet Urothoe och familjen Urothoidae. Inga underarter finns listade i Catalogue of Life.